# Vorarlberg museum

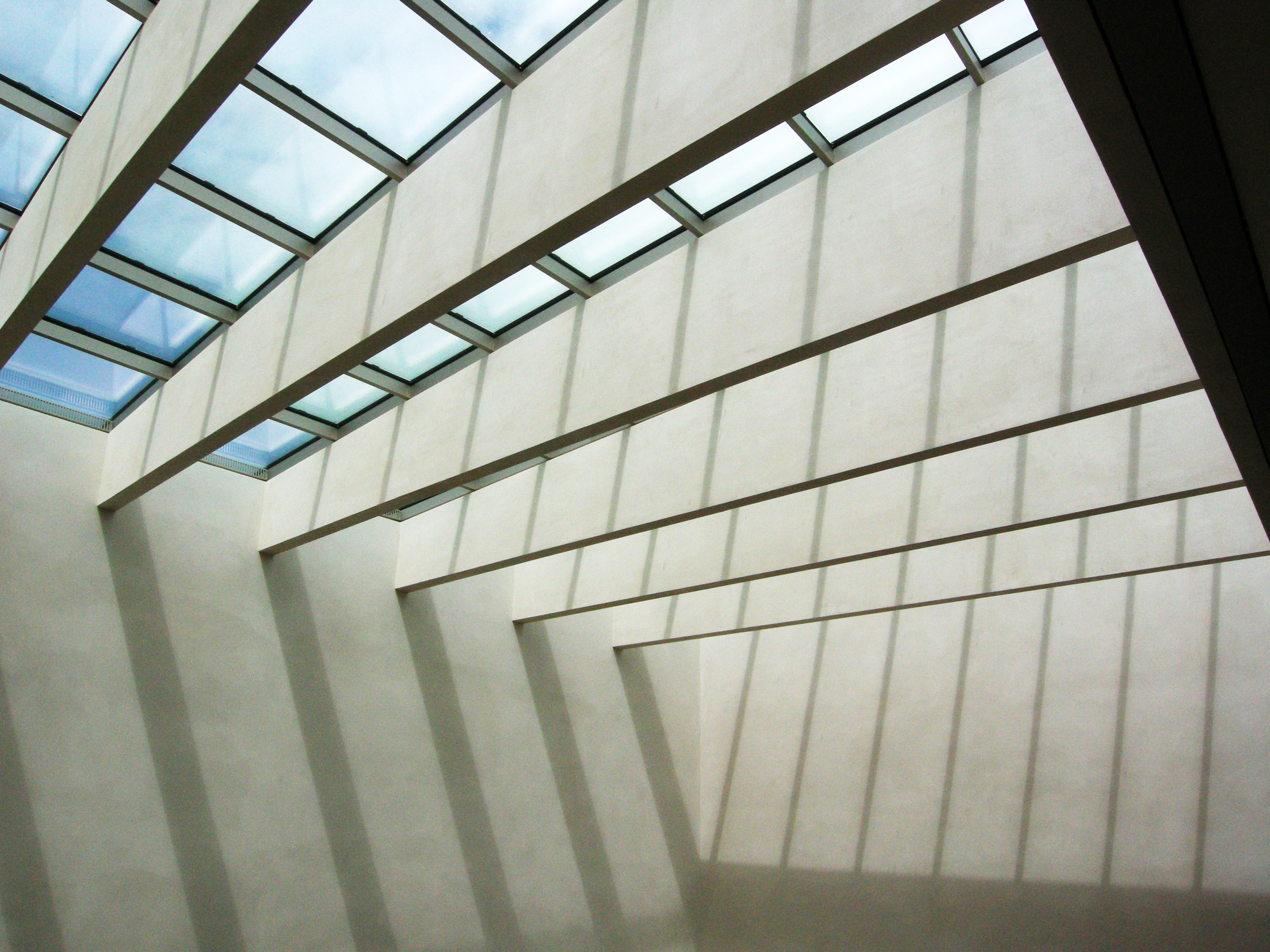
vorarlberg museum - atrium

Le Vorarlberg museum (en français : musée du Vorarlberg) à Brégence est le musée régional de l'histoire de l'art et de la culture du land autrichien du Vorarlberg.
Fondé en 1857, sous le nom de "Museums-Verein für Vorarlberg"  il constitue depuis lors un lieu central où sont collectées, conservées, documentées et rendues accessibles au public les preuves de l'art et de la culture du land. Le contenu du travail du musée est axé sur des sujets liés au Vorarlberg. Dans le même temps, il les intègre dans un contexte transfrontalier.
La coopération avec les institutions culturelles nationales, internationales et régionales revêt un intérêt particulier. Depuis le 1er avril 2011, Andreas Rudigier dirige le vorarlberg museum.

## Histoire
Le musée régional du Vorarlberg a été fondé en 1857 à Bregenz dans le but d'empêcher la dispersion et la destruction de biens culturels. Près de cinquante ans plus tard, il s'installait dans un bâtiment sur la Kornmarktplatz, entre le centre-ville et le lac de Constance, où il a toujours son siège aujourd'hui. À partir du milieu des années 1950, le bâtiment a subi quelques transformations, au cours desquelles la façade historique a été supprimée et le bâtiment a été surélevé d'un étage supplémentaire ; la coupole a été remplacée par un toit mansardé anguleux. Le musée est ensuite resté longtemps en sommeil jusqu'à ce que l'on décide en 2007 de le rénover et de l'agrandir. La planification a été réalisée par le bureau d'architectes Cukrowicz Nachbaur Architekten, qui avait remporté le concours organisé auparavant. Avec sa réouverture en 2013 en tant que musée du Vorarlberg, il constitue aujourd'hui l'extrémité ouest de l'avenue culturelle de Bregenz avec la Festpielhaus, le Landestheater et le Kunsthaus le long de la promenade du bord du lac.
En 2016, le musée a reçu le prix autrichien des musées pour son concept d'exposition. La façade inhabituelle avec 16 656 fleurs en béton est unique, elle est constituée d'empreintes de fonds de bouteilles en PET disponibles dans le commerce.

## Collections
Les vastes collections consacrées à l'archéologie, à l'histoire, à l'histoire de l'art et au folklore, que le musée du Vorarlberg approfondit et étend jusqu'au présent, constituent la base de son travail. Ce faisant, le musée se voit comme un lieu d'expérience sensorielle et de discernement intellectuel, communiquant ses thèmes sur la base de témoignages originaux du passé et du présent.
La collection du Vorarlberg museum comprend environ 160 000 objets de différents genres - artéfacts archéologiques, art sacré et profane de la première époque à nos jours, objets du folklore et bien plus encore. Certaines collections - telles que la collection d'œuvres de l'artiste Angelika Kauffmann - ont une grande valeur, d'autres objets se caractérisent par leur importance historique pour le pays et les habitants. Récemment, les objets de collection non matériels, tels que les interviews de témoins du passé et les médias, gagnent de plus en plus en importance.

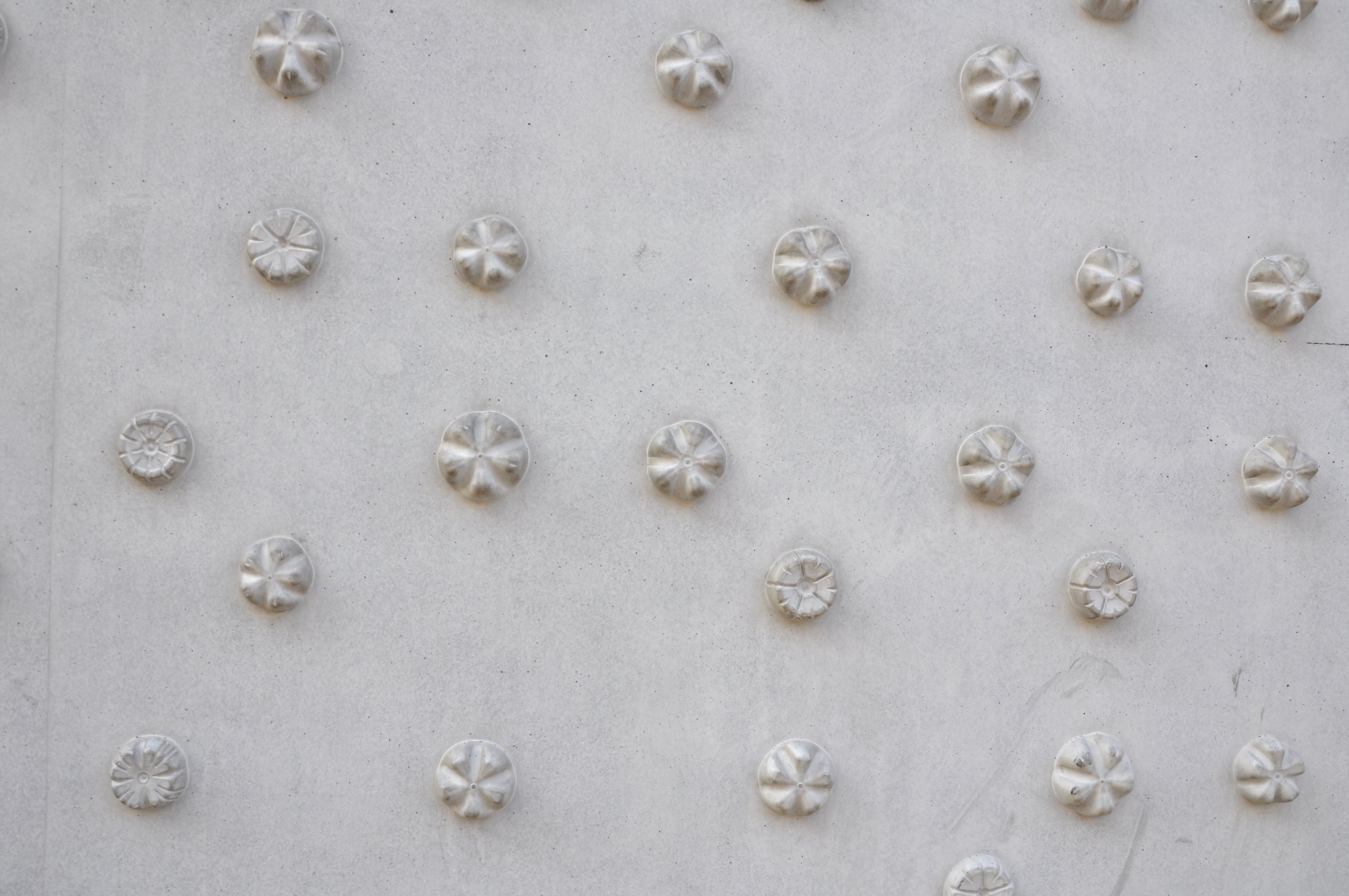
Détail de la façade et de ses plus de 16656 fleurs en béton.

Une bibliothèque spécialisée avec un stock de livres d'environ 15 000 volumes sur les sujets des collections est reliée au musée.

## Expositions principales

### buchstäblich Vorarlberg (fr: Vorarlberg littéralement)
L'exposition présente des objets de la riche collection du musée. Elle illustre ainsi une histoire contemporaine et une histoire des collections par ordre alphabétique et par 26 groupes d'objets. On peut y trouver des modèles architecturaux, des photographies, des saints, des boutons d'épée, des coiffes traditionnels et bien plus.

### Vorarlberg. Un making-of
Cette exposition est une réflexion critique sur l'histoire du Vorarlberg. Son objectif est de faire dialoguer les gens, d’engager un dialogue sur l’histoire et de faire de la préoccupation du passé une partie vivante de la confrontation avec le présent.

### "Weltstadt oder so? Brigantium im 1. Jh. n. Chr."
"Ville mondiale ou quoi ? Brigantium du 1er siècle après J.-C." est l'évolution de 2020 de l'exposition archéologique "Romains ou quoi" sur le champ de tombes de Brigantium (le nom de Brégenz pour les Romains) suit les avancées de la science et invite à porter un regard nouveau sur les découvertes faites au cours des 150 dernières années dans l'un des plus grands champs de tombes de la région. Dans l'exposition qui présente les objets trouvés au Brigantium, les visiteurs, petits et grands, se familiarisent avec le monde de l'époque romaine et avec le monde de la recherche qui fait des hypothèses scientifiques sur cette vie supposée de l'époque. Tous sont invités à apprécier les découvertes, les interprétations et les points d'interrogation concernant ce cimetière et les personnes qui y sont enterrées.

### "Farben/Lichter/See"
L'artiste Miriam Prantl, originaire du Vorarlberg, a créé l'installation lumineuse Farben/Lichter/See pour la cage d'escalier - un jeu de couleurs inspiré des ambiances lumineuses du lac de Constance. Une bande de LED est encastrée dans la rampe d'escalier, dont les mouvements de lumière ascendants correspondent à la programmation de sept boîtes à lumière dans la cage d'escalier. Ralentissement, apaisement, contemplation - l'effet des couleurs et de la lumière doit préparer à la visite de l'exposition.

### "Ganznah. Landläufige Geschichten vom Berühren
"Tout près, histoire populaire de toucher"  Après "Sein & Mein", "ganznah" est la deuxième exposition du format VISIONS qui a pour thème le Vorarlberg et qui vise à jeter un regard différent sur le pays. Le thème du "toucher" est au centre de cette exposition. Le toucher relie par exemple les histoires du trapéziste Karl Zauser de Feldkirch, qui s'est produit dans les années 1930 au cirque Sarrasani mondialement connu, de la sage-femme qui a aidé plus de 4000 enfants à venir au monde ou de l'imam qui procède à des ablutions rituelles des morts. Les "journaux de contact" constituent une introduction à l'exposition. Les habitants du Vorarlberg envoient pour cela des photographies de ce qu'ils ont touché au cours d'une journée.

## Expositions spéciales (sans les expositions et les coopérations hors les murs)

### 2024-2025
- Le mythe de l'artisanat. Entre idéal et vie réelle. exposition spéciale du 2 mars 2024 au 6 janvier 2025
- Hiller. La mémoire photographique du Bregenzerwald, du 27 mai à avril 2025
- Tuten & Blasen. Musique de cuivres dans le Vorarlberg, DIRECT! Inclusion d'aspects dans la collection du Musée du Vorarlberg jusqu'au 11 juin.

### 2024
- Gernot Riedmann. "Les arbres généalogiques" sur la route, 27 avril au 30 juin dans l'Atrium
- Carmlen Pfanner, Power station du 13 juillet au 8 septembre
- "Live" 100 ans d’approvisionnement énergétique du Vorarlberg, 21 septembre au 17 novembre
- Hasso Gehrmann, De la peinture sur panneau au « méta-art » du 7 décembre 2024 au printemps 2025.

### 2023
- «Le canapé... c'est mon plaisir» À propos d'un meuble de relaxation Biedermeier dans le Bregenzerwald, du 11 novembre 2023 au 4 février 2024 dans l'Atrium
- Installation Farben/Lichter/See (Couleurs/Lumières/Lac) de Miriam Prantl
- L’albero della cuccagna L’artiste et son photographe Paul Renner & Christian Schramm 15 juillet au 15 octobre
- DIRECT! Inclusion d'aspects dans la collection du Musée du Vorarlberg jusqu'au 11 juin.

### 2022
- „Beauty“ de Stefan Sagmeister et Jessica Walsh 9 avril - 16 octobre 2022
- „Was uns wichtig ist!“ Herausforderung Kulturerbe "Ce qui est important pour nous" ! Le défi du patrimoine culturel" du 3 décembre 2022 à mars 2023

#### Dans l'Atrium
- „Beauty“ de Stefan Sagmeister et Jessica Walsh 9. April bis 16. Oktober 2022
- Zur Krippe her kommet "Venez à la crèche" du 26 novembre 2022 au 8 janvier 2023

### 2021
- Karl Sillaber et les Architekten C4. Nouvelle construction dans le Vorarlberg et le Tyrol (1960 – 1979). du 3 juillet 2021 au 9 janvier 2022
- Auf eigene Gefahr. Vom riskanten Wunsch nach Sicherheit."A vos risques et périls. Du désir risqué de sécurité." 29. Mai 2021 bis Frühjahr 2023

#### Dans l'Atrium
- Heinz Greissing – Letzte Bilder. Heinz Greissing - Dernières images. du 23 octobre à mars 2022

Nino Malfatti – Im Großen und Ganzen. Nino Malfatti - En gros du 17 juillet au 3 octobre 2021
- 2000 m über dem Meer. Vorarlberg, Silvretta und die Kunst. 2000 m au-dessus de la mer. Le Vorarlberg, la Silvretta et l'art. du 27 mars au 27 kuin 2021

### 2020
- Sehen, wer wir sind. 100 Objekte aus der Sammlung. Voir qui nous sommes. 100 objets de la collection. du 3 octobre au 5 avril 2021
- Reinhold Luger. Grafische Provokation. Reinhold Luger. Provocation graphique du 23novembre 2019 au 13 avril 2020
- Animation du 2e étage. Intervention au musée Exposition à l'imprimerie de Lustenau : Löcher, die nicht einmal der Schnee zudeckt. Des trous que même la neige ne recouvre pas. du 18 mars au 7 juin 2020
- 19 Krippen fürs Museum.''19 crèches pour le musée" Exposition dans la salle de spectacle du vorarlberg museum. Du 8 décembre au 24 décembre 2020

#### Dans l'Atrium
- Shutdown (fermeture). Vorarlberg et Corona | du 3 octobre 2020 au 28 février 2021
- Die 14 Nothelfer. Ein himmlisches Versicherungspaket Les 14 sauveurs. Un paquet d'assurance céleste | 7 mars au 30 août 2020.

### 2019
- Getting Things Done. Evolution of the Built Environment in Vorarlberg. Passer à l'action. Évolution de l'environnement bâti dans le Vorarlberg. du 16 mars au 5 mai 2019.
- Stadt – Land – Fluss. Römer am Bodensee. Ville - campagne - fleuve. Les Romains au lac de Constance. du 13 avril au 25 août 2019.
- Angelika Kauffmann. Unbekannte Schätze aus Vorarlberger Privatsammlungen."Trésors inconnus des collections privées du Vorarlberg. Du 15 juin 2019 au 6 octobre 2019.
- Reinhold „Nolde“ Luger. Grafische Provokation. Provocation graphique. du 23 novembre à février 2020 (prolongé jusqu'en août 2020 pour cause de Covid).

#### Dans l'Atrium
- Grid Marrisonie: Marienheim. photographie | Installation. du 30 mars 2019 au 16 juin 2019.
- Christoph Lissy: Meine acht Väter.

### 2018
- „Wacker im Krieg.Erfahrungen eines Künstlers“ Rudolf Wacker. "Wacker pendant la guerre. Expériences d'un artiste" du 9 juin 2018 au 17 février 2019.
- 3-D um 1930. Der Fotograf Norbert Bertolini. "3-D vers 1930". du 17 février 2018 au 15 mars 2018
- Richard Bösch. Maler. Les peintres. Du 25 novembre 2017 au 25 février 2018.
- Pantaleon, Giraffe & Co. Pantaleon, Girafe & Co. Du 11 décembre 2017 au 21 janvier 2018.

#### Dans l'Atrium
- „Die Glocken herunter in eiserner Zeit“ Glockenabnahmen im Ersten Weltkrieg. "Les cloches descendent à l'heure du fer" Retirer les cloches pendant la Première Guerre mondiale. Du 7 décembre 2018 au 17 mars 2019.
- Otto Ender 1875–1960. Landeshauptmann, Bundeskanzler und Putschist? Otto Ender 1875–1960. Gouverneur de province, chancelier fédéral et putschiste ? Du 6 octobre 2018 au 18 novembre 2018.

### Dans l'Atrium, 2017
- Herbert Albrecht. Stein und Bronze. Pierre et bronze. Du 20 juillet 2017 au 3 septembre 2017.

### 2016
- Der Fall Riccabona. L'affaire Riccabona. Du 3 décembre 2016 au 17 avril 2017.
- Bergauf Bergab. 10.000 Jahre Bergbau in den Ostalpen. Monter et descendre des montagnes. 10 000 ans d'exploitation minière dans les Alpes orientales. Du 11 juin au 26 octobre 2016 (en coopération avec le Deutsches Bergbau-Museum de Bochum).
- Zeitzeichen. Der Zeichner Egon Goldner. Signes du temps. Le dessinateur Egon Goldner. Du 30 janvier au 1er mai 2016.

#### Im Atrium
- Spurensuche. Vorarlberger Kriegsgefangene in Russisch-Turkestan. Recherche de traces. Prisonniers de guerre du Vorarlberg au Turkestan russe. Du 17 septembre au 20 novembre 2016.
- Bregenzer Festspiele 1946 | 2016. Du 14 juillet au 11 septembre 2016.
- Leuchtende Bilder. Glasfenster der Kirchen Vorarlbergs. Des images lumineuses. Vitraux des églises du Vorarlberg. Du 21 mai au 26 juin 2016.
- Da war doch was! Demenz ganz nah. Il y avait bien quelque chose ! La démence au plus près. Du 2 avril au 16 mai 2016.
- Bescheidene Helden. Des héros modestes. Du 27 février au 28 mars 2016.
- Die Schwabenkinder. Les enfants souabes. Du 16 janvier au 21 février 2016[9].

### 2015
- Ich bin ich. Mira Lobe und Susi Weigel. Je suis moi. Mira Lobe et Susi Weigel. Du 28 novembre au 1er mai 2016.
- Das ist Österreich! C'est l'Autriche ! Du 20 juin au 11 octobre 2015.
- Nikolaus Walter. Begegnungen. Rencontres. Du 17 janvier au 3 mai 2015.
- Römer, Alamannen, Christen – Das Frühmittelalter am Bodensee. Romains, Alamans, chrétiens - le début du Moyen Âge au lac de Constance. Du 5 décembre 2014 au 19 avril 2015.

#### Dans l'Atrium
- Krippenschauen. Ein kreativer Querschnitt aus dem Schaffen Vorarlberger Krippenvereine. Présentations de crèches. Un échantillon créatif du travail des associations de crèches du Vorarlberg. Du 2 décembre 2015 au 10 janvier 2016.
- Sterbstund. Heure de la mort. Du 29 octobre au 22 novembre 2015.
- Kulturhauptstadt 2024 – Wanderausstellung der Planungsuniversitäten Österreichs. Capitale culturelle 2024 - Exposition itinérante des universités de planification d'Autriche. Du 16 octobre au 30 octobre 2015[10].
- Leuchtende Ideen. 10 Jahre AdWin. Des idées lumineuses. 10 ans d'AdWin. Du 28 mai au 14 juin 2015.
- Frauen, Kulturen & Kunst. Femmes, cultures & art. Du 9 mai au 25 mai 2015.

### 2014
- Ich, Felder. Dichter und Rebell. Moi, les champs. Poète et rebelle. Du 28 juin au 16 novembre 2014.
- Jenseits der Ansichtskarte. Die Alpen in der Fotografie. Au-delà de la carte postale. Les Alpes en photographie. Du 8 février au 25 mai 2014.

#### Dans l'Atrium
- Rudolf Sagmeister: Wilde Blumen Alte Meister. Kunst und Natur. Fleurs sauvages Maîtres anciens. Art et nature. Du 10 décembre 2014 au 11 janvier 2015.
- Architektur ist Leben – der Aga Khan Award for Architecture 2013. L'architecture est la vie - l'Aga Khan Award for Architecture 2013. Du 28 novembre au 8 décembre.
- Der Holocaust in Europa. L'Holocauste en Europe. Du 22 octobre au 23 novembre 2014.
- Mariella Scherling Elia: Ein Olivenbaum und Ich. 16. Juli bis Oktober 2014.
- best architects 14 Mariella Scherling Elia : Un olivier et moi. Du 16 juillet à octobre 2014.
- Die Skulptur „Colonne Pascale“. La sculpture "Colonne Pascale". Du 25 janvier au 27 avril 2014.

### 2013
- Lustenau Lagos African Lace. Lustenau Lagos Dentelle africaine. Du 21 juin 2013 au 6 janvier 2014.
- Tone Fink „begreifbare impulse“. Impulsion tangible. Du 12 novembre 2013 au 21 janvier 2014.